# El rey Lear
El rey Lear (título original en inglés: The Tragedy of King Lear, La tragedia del Rey Lear) es una de las principales tragedias de William Shakespeare. Fue escrita en su tercer periodo, comenzó su redacción en el año 1603 y fue representada por primera vez a fines del año siguiente. Su fuente principal es una obra anterior, King Leir (representada en 1594 e impresa en 1605), y ambas son deudoras de la fuente principal, la Historia Regum Britanniæ escrita hacia 1135 por Godofredo de Monmouth, de raíz netamente céltica. Su tema principal es la ingratitud filial aunque también trata de la vejez y de la locura.
El texto ha sufrido diversas vicisitudes. Se ha criticado el que el autor no sea constante en el uso del yambo de cinco pies. Hay dos ediciones que pueden considerarse originales llamadas in Quarto (publicada en 1608) e in Folio (1623); también dos ediciones autorizadas o críticas, la de New Arden Shakespeare y la de la New Penguin Shakespeare. A partir de la Restauración estuvo casi proscrita por su "terrible final". Se llegaron a cambiar sus últimas escenas y a suprimir el personaje del Bufón. No fue hasta mediados del siglo XX cuando se volvió a recuperar en toda su dimensión y sin censura alguna.
La introducción original dice así: 

William Shakespeare, la auténtica crónica histórica compuesta por él sobre la vida y muerte del rey Lear y sus tres hijas.

## La leyenda del rey Lear
Lear es un legendario soberano de Britania, aunque resulta obvio que su historia es parte del patrimonio de diversas culturas. El Lear histórico habría vivido antes de la fundación de Roma, es decir en el siglo VIII a. C. Según la Historia regum Britanniae, Lear al llegar a la vejez decidió dividir su reino entre sus hijas y sus respectivos maridos aun cuando mantendría su autoridad real.
Cuando les pide que les declaren su afecto, Cordelia, la hija menor, disgustada por la desfachatez aduladora de las hermanas Gonerilda y Regania, responde que su afecto es el que toda hija siente por su padre. Lear airado la deshereda mientras entrega a sus otras hijas la parte de Cordelia y a sus respectivos maridos, el duque de Albania y el de Cornualles.
Poco después el rey de Francia, que en aquel entonces correspondía a un tercio de la Galia, al saber de la extraordinaria belleza de Cordelia, se casa con ella renunciando a la dote y llevándosela consigo. Mucho tiempo después los dos duques se alzan contra el rey y lo deponen. Entonces Lear se traslada con su hija Cordelia, donde es acogido con afecto filial.
El rey de Francia reúne un ejército y conquista toda Britania, restaurando a Lear en el trono. Tres años después, al morir Lear y el rey de Francia, Cordelia queda como reina de Britania. Pasan otros cinco años de paz, cuando el hijo del duque de Albany y del de Cornualles se rebelan contra Cordelia y le declaran la guerra. Tras algunas batallas, la hacen prisionera y le despojan el reino. Finalmente, Cordelia se suicida en la cárcel.

## La tragedia

### Texto
El texto de El rey Lear deriva de tres fuentes: dos ediciones in quarto (Q) publicadas en 1608 y 1619 y la primera versión in folio (F) de 1623. Hay diferencias significativas entre las dos versiones: la Q contiene 285 líneas de texto que no están en la F, mientras que F tiene 100 líneas que no aparecen en Q.
Los primeros editores, como Alexander Pope, eligieron combinar ambos textos, lo cual produjo una obra bastante larga si se compara con las demás que se realizaban en aquel tiempo. En 1931, Madeleine Doran sugirió que los dos textos provenían de fuentes distintas y que las diferencias entre ellos no debían ser subestimadas. Sin embargo, tal argumento no se trató detenidamente hasta los años setenta, cuando Michael Warren y Gary Taylor sostuvieron la tesis de que Q derivaba de los escritos originales de Shakespeare, mientras que F de una versión para representar preparada por Shakespeare o algún otro. Es decir, Q sería el original del autor y F un resumen para representar en el teatro.

### Personajes
- Lear, rey de Bretaña.
  - Gonerilda, primogénita del rey Lear.
  - Regania, segunda hija del rey Lear.
  - Cordelia, hija menor del rey Lear, y su favorita.
- Duque de Albania, esposo de Gonerilda.
- Duque de Cornualles, esposo de Regania.
- Rey de Francia, pretendiente primero y esposo después de Cordelia.
- Duque de Borgoña, pretendiente de Cordelia.
- Conde de Kent, servidor fiel del rey Lear.
- Conde de Gloucester, vasallo y servidor del rey Lear y de Cornualles.
  - Edgar, hijo legítimo de Gloucester.
  - Edmundo, hijo bastardo de Gloucester.
- Osvaldo, criado de Gonerilda.
- El bufón o El loco, payaso que entretiene a Lear, pero al mismo tiempo le hace ver la estupidez de sus actos.

### Argumento
El rey Lear, ya muy viejo, decide dejar la dirección de su reino a sus tres hijas, con el fin de poder vivir tranquilo sus últimos días; para ello las somete a prueba. Sin embargo, pronto se sentirá amenazado por ellas al verse absolutamente abandonado. Sólo algunos fieles al rey intentarán devolver el reino a su antiguo propietario.
La obra describe las consecuencias de la irresponsabilidad y los errores de juicio de Lear, dominador de la antigua Bretaña, y de su consejero, el duque de Gloucester. El trágico final llega como resultado de entregar el poder a sus hijas malvadas por partes iguales y no a Cordelia, quien manifiesta un amor capaz de redimir el mal por el bien; sin embargo ella muere al final, brindando la idea de que el mal no se destruye a sí mismo; no obstante acaece el funesto destino de las hermanas de Cordelia y del oportunista hijo bastardo del conde de Gloucester.

### Resumen
Según la edición de 1623 la obra se divide en cinco actos.
Lear es el anciano rey de Bretaña que, debido a su vejez, decide abandonar las tareas de gobierno y repartir su reino entre sus tres hijas Gonerilda, Regania y Cordelia. Decide dividirlo en partes, de acuerdo con el amor que ellas le profesan. Cordelia, que es sincera, le dice que ella no podía expresar su amor con palabras; y el rey, enfurecido por la respuesta de su hija más amada, la deshereda y reparte el reino entre Gonerilda y Regania y sus respectivos maridos, el duque de Albania y el duque de Cornualles. Por su parte el duque de Borgoña y el rey de Francia pretenden a Cordelia; el primero abandona la empresa al quedar ella desheredada, pero el rey de Francia, prendado de su belleza, decide casarse con ella aunque se quede sin dote. Al duque de Kent le cuesta el destierro su tentativa de defender a Cordelia ante la injusticia cometida por el rey.
Lear se reserva para sí el título de rey y cien hombres a su servicio. Y anuncia que alternará su estancia entre las casas de sus dos hijas, cada mes.
Gonerilda es la primera en hospedar a su padre. Decide quitarlo de en medio ordenando a su servicio que no lo atiendan bien, despidiendo a 50 hombres del propio rey y tratándolo como a un viejo desmemoriado. El marido de Gonerilda, el duque de Albania, no aprueba la actitud de su mujer pero es un hombre sin carácter.
El rey Lear abandona a Gonerilda y va en busca de su segunda hija, Regania, y su esposo el duque de Cornualles, que se encuentran alojados en el castillo del conde de Gloucester. Allí el rey es igualmente maltratado por su hija y por su yerno, y termina yéndose. El viejo se ve obligado a vagar sin techo, junto con su bufón, durante una tormenta, mientras va creciendo en él la locura por haber perdido el amor de sus tres hijas. Finalmente, consigue alojarse en una choza con su bufón, y allí se les une el desterrado duque de Kent, quien hasta entonces se había disfrazado de servidor del rey sin que fuese reconocido por nadie. Junto a ellos dormía también un vagabundo llamado Tom, quien en realidad es el escondido Edgar, hijo legítimo del conde de Gloucester, a quien su hermano natural Edmundo había tendido una trampa y mandado matar, con la intención de poder heredar en solitario las posesiones de su padre.
Al conde de Gloucester por su parte, no le gustó que sus huéspedes y señores, Cornualles y Regania, echaran al rey de su casa, por lo que confiesa a su hijo Edmundo (al que cree ya su único hijo, tras la supuesta traición de Edgar) que va a ayudar al rey Lear. Además, le cuenta que le ha llegado una carta en la que se informa que el rey de Francia ha entrado en tierras del reino con la intención de socorrer también al despojado Lear.
Cuando Gloucester parte en busca del rey Lear para pedirle que se reúna en Dover con el rey de Francia, su hijo bastardo Edmundo confiesa todo a Cornualles y a su esposa Regania, con el fin de que declarasen traidor a su padre y poder quedarse con todas sus posesiones. A la vuelta, Gloucester es sometido a interrogatorio por Cornualles y Regania, y le arrancan un ojo. Un criado trata de defender a Gloucester, pero tras herir a Cornualles cae ante Regania y muere. Finalmente, Gloucester, sin ojos, es abandonado a su suerte, pero ya sabe de la traición de su hijo bastardo Edmundo, y que Edgar nunca le traicionó, ya que había sido todo un engaño tramado por Edmundo.
Al mismo tiempo, se va extendiendo el rumor de que los duques de Albania y Cornualles no se soportaban e iban a entrar en guerra. Pero la muerte de Cornualles, tras la herida producida por aquel sirviente que había intentado proteger a Gloucester, deja viuda a Regania, que intentará ganarse para sí al nuevo conde de Gloucester, Edmundo.
Ya en Dover, Gloucester, Kent y Edgar se encuentran con Cordelia e intentan curar al rey. En ese momento Edgar mata a Osvaldo, un criado de Gonerilda que había sido enviado por Regania para matar a Gloucester y evitar que se ganara al pueblo para su causa. Descubren entonces que Osvaldo traía una carta de Gonerilda a Edmundo, donde le instaba a matar a su marido el duque de Albania y a hacer de ella su esposa. Ante esta situación, Edmundo, que desconoce la carta pero sabe de los sentimientos de Gonerilda y Regania, decide jugar a dos bandas con las hijas mayores de Lear.
Finalmente se produce la batalla: por un lado Cordelia y Lear, con el ejército francés, y por otro lado Edmundo y Albania; este último cree en Lear y Cordelia, pero cree también que debe expulsar al ejército invasor. Lear y Cordelia caen prisioneros de Edmundo, quien ordena a un caballero que los lleve a prisión y ahí los mate por orden de él y Gonerilda. Pero Albania, que poco antes había recibido de Edgar (aún disfrazado) la carta que extrajo de Osvaldo, donde Gonerilda instaba a Edmundo a matarlo, acusa a éstos de traición y deshonor. Convoca a todo aquel que pueda probar su acusación, y entra Edgar -disfrazado de Tom- para batirse con Edmundo, quien es vencido. Tras la revelación de la verdadera identidad de Edgar, Edmundo decide confesar todo lo que sabía, y Edgar a su vez cuenta también toda su desventura (la traición sufrida, el repudio de su padre...) y cómo su padre, el conde de Gloucester, había muerto con la sonrisa en la boca cuando se le partió el corazón al saber que aquel que le había estado ayudando (tras la mutilación de sus ojos) en sus últimas desgracias era su hijo Edgar.
Mientras esta situación se desarrollaba, entra un caballero alertando a Albania de que su mujer Gonerilda había envenenado a su propia hermana Regania, y luego se había dado muerte ella misma clavándose un puñal en el corazón. Tales tragedias ablandan más aún el corazón del moribundo Edmundo, y revoca la orden de asesinar a Lear y a Cordelia; pero los hombres que envía Albania llegan tarde, pues Cordelia ya ha sido ahorcada; si bien Lear ha sobrevivido porque ha matado al verdugo. Poco después, el mismo soldado que se había llevado a Edmundo comunica que este había fallecido finalmente por las heridas recibidas durante su duelo con Edgar.
Al final, Lear aparece ante todos llevando el cadáver de Cordelia, y se lamenta de todas sus penas. Albania le pide a Lear que vuelva a asumir el trono, pero el anciano fallece allí mismo al no poder soportar el dolor de perder a su única hija más fiel y querida. 
Ante tragedia de tales magnitudes, Albania decreta luto, devuelve sus títulos y nombres a Kent y Edgar, y les pide que asuman el gobierno del reino. Kent declina el ofrecimiento, explicando que su maestro le ha llamado para un viaje, y debe seguirlo.
Es muy interesante destacar un importante paralelismo que realiza el autor al final del libro. A medida que el desenlace de la obra se va acercando, fuera se desata una gran tormenta. Y a medida que Lear va enloqueciendo y hace comentarios incoherentes, Shakespeare indica que se ha producido algún fenómeno como un rayo o un árbol que es arrancado de tajo por el viento.

## Análisis
En esta obra, Shakespeare ahonda en la condición humana y en las relaciones antinaturales que pueden darse en la familia tanto entre padres e hijos, como entre hermanos.
La concepción isabelina del universo, contemporánea de Shakespeare, era la de un orden cósmico cuya clave era la armonía, que residía en el respeto por la jerarquía y la subordinación natural del inferior al superior. El orden y la armonía debían darse en tres esferas interrelacionadas entre sí: el universo (macrocosmos), el estado político, y el hombre (microcosmos). Lo que sucedía en una de ellas tenía su paralelo, correspondencia y repercusión en las otras. El asesinato de un rey, la usurpación del trono, o una revolución, llevaba a un caos que encontraba su paralelo en un desorden atmosférico, como por ejemplo una tormenta o un eclipse, y también en el hombre, que caía víctima del insomnio o la locura. 
En El rey Lear, esta interrelación esta explicitada en el parlamento de Gloucester sobre las consecuencias de los eclipses y su repercusión en el reino, la familia y el individuo (acto I, escena II). En consonancia con la cosmovisión citada, el desorden familiar se corresponde con el del estado, la ingratitud filial se corresponde con la inestabilidad política, y el caos de los elementos en la tormenta halla eco en la locura de Lear. Coincidentemente con esta visión, en Macbeth la alteración que se produce en lady Macbeth es el sonambulismo.
En las tragedias de Shakespeare el mal no es únicamente externo, producto de la casualidad o el destino. El héroe trágico es destruido porque hay algo en él que contribuye a su propia destrucción. En el caso de Lear, la tragedia se desencadena cuando él desmiembra su reino, se equivoca con respecto a sus hijas, cae presa de la furia y destierra a Kent, que es su súbdito más fiel. 
El bien y el mal son territorios claramente delimitados. Los personajes se distribuyen en dos grupos básicos: Lear, Cordelia, Edgardo y Gloucester están del lado del bien; Gonerilda, Regania, Edmundo y Cornwall están del lado del mal. Sin embargo, no es posible simplificar a los personajes, ya que se trata de personas complejas, empezando por Lear que emerge como un nuevo ser positivo después de un proceso de purificación que lo hace renacer. Edmundo, por su parte, no es un personaje maligno, sino amoral, y tiene cualidades que lo redimen como su capacidad para reconocer errores, cambiar de opinión, y querer salvar a Cordelia. De forma análoga cambian y crecen a lo largo de la obra Gloucester y Albania.
La historia central de Lear y sus hijas tiene su correspondencia en la de Gloucester y sus hijos. Ambos patriarcas contribuyen al caos en la familia y el estado; posteriormente Lear se sume en la locura y Gloucester en la ceguera, pero en ambos casos la oscuridad da paso a la iluminación espiritual.
Al desnudarse en el páramo, Lear se desprende de lo accesorio y superfluo, y llega a un estado puro, a la esencia humana desnuda, incontaminada por la civilización. El destierro al que se ve sometido Lear lo enfrentará al paisaje; a aquel paisaje que le ofrece una naturaleza salvaje y caótica y a su propio paisaje interior: el paisaje de la locura. 
En esta obra la naturaleza es un personaje más. El orden que Shakespeare presenta en El rey Lear es un orden precristiano, un orden pagano en que la naturaleza es un dios y el hombre se encuentra regido por la fuerza de los elementos y los astros. la Tormenta como manifestación física y como tema, representa eje central de la pieza, marcando un punto de inflexión en los principales personajes.

## Versiones en castellano
El rey Lear es una de las grandes obras de Shakespeare menos representadas en castellano, dada su complejidad. Destacan las tres puestas en escena que realizara Miguel Narros en 1967, 1982 y 1997, protagonizadas respectivamente por Carlos Lemos, Fermí Reixach y Helio Pedregal. En 1981 lo estrenó en México Salvador Garcini con la encarnación de Lear a cargo de Ignacio López Tarso. 
En 2004 Calixto Bieito estrena una nueva versión en el Teatro Romea de Barcelona protagonizada por José María Pou. En 2008 el Centro Dramático Nacional la presentaría con la dirección de Gerardo Vera, la adaptación de Juan Mayorga y con Alfredo Alcón en el personaje del Rey, quien repetirá el mismo rol en Buenos Aires al año siguiente con la dirección de Rubén Szuchmacher. 
En 2014 Teatro El Galpón de Montevideo presentó la versión dirigida por Sergio Pereira, interpretada en su papel principal por Walter Rey. En 2015 el Teatre Lliure de Barcelona acogió la puesta en escena dirigida por Lluis Pasqual, con Nuria Espert en el papel protagonista. Otra actriz, Carmen Gallardo, encarna al monarca en el montaje que Atalaya estrena en 2018 en el Teatro Central de Sevilla, con dirección de Ricardo Iniesta.

## Adaptaciones

### Ópera
- 1831: Le Roi Lear. Concebida únicamente como una obertura (op. 4), esta pieza musical fue compuesta por Héctor Berlioz en Niza en 1831 durante su regreso a Francia tras una estancia en Italia. La obertura fue estrenada el 22 de diciembre de 1833 en el Conservatorio de París.
- 1850: Re Lear, drama de cuatro actos de Giuseppe Verdi (inconcluso).[5]
- 1890: Le Roi Lear. Libreto basado en Shakespeare y en Holinshed, escrito por Jules y Eugene Adenis, con música de Henry Litolff (composición terminada hacia 1890).[6]
- 1978: Lear. Libreto de Claus H. Henneberg, basado en El rey Lear (1605) de William Shakespeare. Música de Aribert Reimann (nacido en 1936).

### Teatro
- Lear de Edward Bond.

- Todos somos el rey Lear de Guillermo Schmidhuber de la Mora, dramaturgo mexicano.[7]

### Cine
- 1953 - King Lear dirigida por Andrew McCullough con Orson Welles como el rey Lear.
- 1969 - King Lear dirigida por Grigori Kózintsev, con Jüri Järvet como el rey Lear.
- 1971 - King Lear, dirigida por Peter Brook con Paul Scofield como el rey Lear. El guion fue reducido y rehecho en varias partes.
- 1984 - King Lear, dirigida por Michael Elliott con Laurence Olivier como el rey Lear.
- 1985 - Ran dirigida por Akira Kurosawa.
- 1987 - King Lear dirigida por Jean-Luc Godard, versión de la obra ambientada en un mundo postapocalíptico e interpretada por Woody Allen en el papel de Mr. Alien
- 1999 - King Lear, dirigida por Brian Blessed y él mismo actúa como rey Lear.
- 2001 - My Kingdom con Richard Harris y Lynn Redgrave. Una versión moderna ambientada en una zona de miseria.
- 2008 - King Lear film con versión a cargo de la Royal Shakespeare Company con Ian McKellen en el rol del Rey Lear.
- 2018 - King Lear, dirigida por Richard Eyre, con Anthony Hopkins como rey Lear y Emma Thompson como Goneril.

### Televisión
- 1974 - King Lear, película para la televisión dirigida por Edwin Sherin.
- 1982 - King Lear, película para la televisión dirigida por Jonathan Miller con Michael Hordern como el rey Lear.
- 1997 - King Lear, película para la televisión dirigida por Richard Eyre, con sir Ian Holm.
- 2002 - King of Texas, una adaptación televisiva ambientada en Texas, dirigida por Uli Edel, con Patrick Stewart como John Lear.

## La obra en español
La pieza no fue traducida al español hasta 1870 en el volumen Los grandes dramas de Shakespeare, de Francisco Nacente. Catorce años después fue representada por la compañía del italiano Ernesto Rossi.
Otros traductores fueron el dramaturgo español Jacinto Benavente, la poeta uruguaya Idea Vilariño (Losada) y Vicente Molina Foix en 1989. La primera de las versiones mencionadas fue escenificada en el Teatro Español de Madrid en 1967, con dirección de Miguel Narros e interpretación de Carlos Lemos, Agustín González, Juan Luis Galiardo, Ana Belén, Víctor Valverde, José Luis Pellicena, Berta Riaza y Julieta Serrano.
También destaca la traducción realizada por el poeta chileno Nicanor Parra, inicialmente realizada entre 1990 y 1992 para un montaje del Escuela de Teatro Universidad Católica bajo la dirección de Alfredo Castro, y posteriormente publicada en su libro Lear, rey & mendigo (2004). Esta traducción está poblada de la interpretación propia de Parra, con un lenguaje crudo e irónico típico de su antipoesía.